# كأس السوبر الكويتي لكرة الصالات
كأس السوبر الكويتي لكرة قدم الصالات (بالإنجليزية: Kuwait Futsal Super Cup) انطلقت عام 2010 بعد انتهاء الموسم الأول لكرة قدم الصالات في الكويت.

## الأبطال
- 2010: اليرموك
- 2011: اليرموك
- 2012: القادسية
- 2013: القادسية
- 2014: اليرموك
- 2015: نادي كاظمة
- 2016: نادي القادسية (الكويت) 7–3 نادي كاظمة
- 2017: نادي كاظمة 5–3 نادي الكويت
- 2018: نادي كاظمة 4–3 نادي الكويت
- 2019: نادي الكويت 2–1 نادي القادسية (الكويت)
- 2020: لم تُقم
- 2021: